# AO Trikala
Maillots
Le Athlitikos Omilos Trikalon (en grec moderne : Αθλητικός Όμιλος Τρίκαλα), plus couramment abrégé en AO Trikala, est un club grec de football fondé en 1963, et basé dans la ville de Trikala.

## Historique
- 1963 : fondation du club

## Palmarès
| Compétitions nationales                               |
| ----------------------------------------------------- |
| - Championnat de Grèce D2 (1) : - Champion : 1998-99. |

## Personnalités du club

### Présidents du club
- Ilias Aivazoglou
- Andréas Mpékios

### Entraîneurs du club
| - Ray Wood (1973) - Dan Georgiadis (1982 - 1983) - Georgios Paraschos (1993 - 1994) - Zoran Babović (1995 - 1997) - Vangelis Paraprastanitis (1997 - 1998) - Stevan Ostojić (1998) - Michalis Iordanidis (1998) - Michalis Filippou (1998 - 1999) - Nikos Goulis (1999 - 2000) - Zoran Babović (2000) - Vasilis Antoniadis (2000) - Nikolaos Gavriilidis (2000 - 2001) - Michalis Filippou (2001) - Giannis Gabetas (2001 - 2002) - Alekos Papageorgiou (2002 - 2003) - Vangelis Paraprastanitis (2003) - Giorgos Skartados (2005) | - Panagiotis Tsalouchidis (2005 - 2006) - Michalis Filippou (2006) - Panagiotis Tsalouchidis (2006) - Zoran Smileski (2006 - 2007) - Nikos Argyroulis (2007) - Michalis Filippou (2007) - Georgios Vazakas (2009) - Apostolos Charalampidis (2009 - 2010) - Stavros Diamantopoulos (2010) - Zoran Babović (2010) - Savvas Pantelidis (2010) - Vasilios Kalogiannis (2010) - Georgios Benos (2010) - Georgios Vazakas (2010) - Miodrag Ćirković (2012) - Angelos Digozis (2014 - 2015) - Periklís Amanatídis (2015) | - Georgios Vazakas (2015) - Konstantinos Panagopoulos (2015) - Georgios Marantas (2015 - 2016) - Stavros Psimoulakis (2016) - Giórgios Georgiádis (2016 - 2017) - Alekos Vosniadis (2017) - Periklís Amanatídis (2017) - Sotirios Antoniou (2017 - 2018) - Petros Stoilas (2018) - Thomas Grafas (2018) - Ratko Dostanić (2018) - Giannis Papaioannou (2018) - Thomas Grafas (2018 - 2019) - Miloš Kostić (2019) - Dimitrios Sitsas (2019) - Periklís Amanatídis (2019 - 2020) - Apostolos Charalampidis (2020 - ) |